# Ettore Maria Fizzarotti
Pour les articles homonymes, voir Fizzarotti.
Ettore Maria Fizzarotti, né le 3 janvier 1916 à Naples en Campanie et mort le 10 septembre 1985 à Rome dans le Latium en Italie, est un réalisateur et scénariste italien. Il est le fils du réalisateur Armando Fizzarotti. Actif au cours des années 1960 et au début des années 1970, il est principalement connu comme réalisateur de musicarello, un sous-genre italien de films musicaux.

## Biographie
Fils du réalisateur Armando Fizzarotti, il débute comme assistant pour son père. Il travaille également avec les réalisateurs Carlo Ludovico Bragaglia, Mario Bonnard, Carlo Campogalliani, Siro Marcellini ou Raffaello Matarazzo.
Il passe derrière la caméra seul en 1964 avec le film musical Una lacrima sul viso mettant en scène le chanteur Bobby Solo et sa chanson Una lacrima sul viso qui donne son titre au film. Quelques mois plus tard, il reprend la même recette et signe À genoux devant toi (In ginocchio da te) avec le chanteur et acteur Gianni Morandi dans le rôle principal, premier volet d’une trilogie composée de Se non avessi più te et Non son degno di te.
Succès commerciaux, ces films lancent la carrière de Fizzarotti qui devient connu pour ses films musicaux dits musicarello en Italie, auquel il rajoute parfois des éléments de la comédie italienne sur un ton faussement dramatique.
Le couple Al Bano et Romina Power apparaît dans les films Il suo nome è Donna Rosa (it) et Mezzanotte d'amore (it) tandis que la chanteuse Caterina Caselli est à l’affiche de Perdono et de sa suite Nessuno mi può giudicare. Morandi donne la réplique au chanteur brésilien Roberto Carlos dans le film Chimera.
Il s’essaie au western spaghetti avec Je vends cher ma peau en 1968 puis avec Sgarro alla camorra en 1973, qui marque la première apparition au cinéma de Mario Merola et qui est son dernier film. Il se retire et décède en 1985 à l’âge de 69 ans.
Fizzarotti a régulièrement fait appel au cours de sa carrière aux mêmes acteurs et actrices pour ses films, offrant plusieurs premiers rôles à Laura Efrikian aux côtés de Morandi et de nombreux rôles plus ou moins importants à Enzo Cannavale, Dolores Palumbo, Gino Bramieri, Enrico Viarisio et aux frères Carlo et Nino Taranto.

## Filmographie

### Comme réalisateur
- 1964 : À genoux devant toi (In ginocchio da te)
- 1964 : Una lacrima sul viso
- 1965 : Se non avessi più te
- 1965 : Non son degno di te
- 1966 : Perdono
- 1966 : Nessuno mi può giudicare
- 1966 : Mi vedrai tornare
- 1967 : Stasera mi butto (it)
- 1967 : Soldati e capelloni (it)
- 1968 : Je vends cher ma peau (Vendo cara la pelle)
- 1968 : Chimera
- 1969 : Il suo nome è Donna Rosa (it)
- 1970 : Mezzanotte d'amore (it)
- 1970 : Angeli senza paradiso
- 1971 : Venga a fare il soldato da noi (it)
- 1973 : Sgarro alla camorra

### Comme scénariste
- 1954 : Napoli è sempre Napoli
- 1969 : Il suo nome è Donna Rosa (it)
- 1970 : Mezzanotte d'amore (it)